# 后海清真寺
后海清真寺，位于北京市西城区后海西沿1号，是一座伊斯兰教清真寺。

## 简介
后海清真寺又称德胜桥清真寺，创建于民国三十五年（1946年）。中华人民共和国成立后，该寺停止宗教活动，被改成国家民委职工宿舍。后海清真寺至今一直未恢复宗教活动。